# リチャード・マローン (初代サンダーリン男爵)
初代サンダーリン男爵リチャード・マローン（英語: Richard Malone, 1st Baron Sunderlin、1737年 – 1816年4月14日）は、アイルランド王国出身の政治家、貴族。

## 生涯
エドワード・マローン（Edward Malone、1774年4月22日没）とキャサリン・コリヤー（Catharine Collier、ベンジャミン・コリヤーの娘）の息子として。1757年にインナー・テンプルに入学した後、1759年にダブリン大学トリニティ・カレッジでB.A.の学位を修得した。1759年秋、オックスフォード大学クライスト・チャーチに入学した。
1783年、ウェストミーズ選挙区とバナハー選挙区の代表としてアイルランド庶民院議員に当選したが、後にウェストミーズ選挙区での当選無効が宣告され、マローンはバナハー選挙区の代表として議員を務めた。
1785年6月30日、アイルランド貴族であるウェストミーズ県におけるレイク・サンダーリンのサンダーリン男爵に叙され、同日にアイルランド貴族院議員に就任した。しかし子供がいなかったため爵位廃絶が目に見えており、1797年11月21日には男系男子が断絶した場合に弟エドモンド・マローン（1741年10月4日 – 1812年4月25日）が継承できるという特別残余権（special remainder）が規定された、同じくアイルランド貴族であるウェストミーズ県におけるバロンストンのサンダーリン男爵に叙された。エドモンドが1812年に兄に先立って死去したため、特別残余権が発動されることはなかった。
1816年4月14日にウェストミーズ県バロンストン（Baronston）で死去、後継者がおらず爵位は全て廃絶した。

## 家族
1778年、フィリッパ・エリザベス・ドロシー・ルーパー（Philippa Elizabeth Dorothy Rooper、1831年7月没、ゴドルフィン・ルーパーの娘）と結婚した。